# Mehringer Berg (Gemeindeteil)
Mehringer Berg ist ein Gemeindeteil von Mehring (Mosel) im Landkreis Trier-Saarburg in Rheinland-Pfalz.
Er liegt auf etwa 462 m über NHN an der Weinstraße (Kreisstraße 85)
und  in der Nähe der Landesstraße 150 sowie bei der Bundesautobahn 1 (Europastraße 422).
Koordinaten: 49° 46′ 35,8″ N, 6° 50′ 46,3″ O